# Університет Філіппін
Університет Філіппін — головний університет і коледж на Філіппінах.

## Історія
18 червня 1908 року згідно з актом Першого законодавчого органу Філіппін було засновано Університет Філіппін. Закон № 1870, інакше відомий як «Закон про університет», визначає функцію університету, яка полягає в тому, щоб надавати поглиблену підготовку з літератури, філософії, наук і мистецтв, а також здійснювати професійну та технічну підготовку.
Університет розпочався зі створенням Філіппінської медичної школи (згодом включеної до університету як Медичний та хірургічний коледж) у 1905 році, яка почала працювати в 1907 році, на рік попереду решти системи UP. Разом з Коледжем образотворчих мистецтв і Коледжем вільних мистецтв, Медичний коледж займав будівлі, розташовані вздовж вулиць Падре Фаура (район Ерміта) і Р. Ідальго (район Кіапо) в Манілі, а школа сільського господарства була в Лос-Баньос, Лагуна. Через кілька років університет відкрив юридичний та інженерний коледж у Манілі, а також академічні підрозділи при коледжі сільського господарства та лісового господарства. Рада регентів схвалила рішення шукати більшу ділянку, і ділянка площею 493 га була придбана університетом у Ділімані, Кесон-Сіті, тодішньому містечку в провінції Різаль. Будівництво кампусу Кесон-Сіті почалося в 1939 році.
Під час Другої світової війни більшість його коледжів довелося закрити, за винятком медичного, фармацевтичного та інженерного. Тим часом японська імператорська армія зайняла три будівлі кампусу Ділімана: Будинок коледжу вільних мистецтв (нині Бенітес-Холл) і юридичних коледжів (тепер Малкольм-Холл) і Будинок управління бізнесом. Японці також зайняли кампус сільськогосподарського коледжу в Лос-Баньос. Президент UP Б'єнвенідо Ма Гонсалес попросив грант у розмірі 13 мільйонів фунтів стерлінгів від Комісії США та Філіппін із відшкодування збитків внаслідок війни. У повоєнні роки було проведено масштабну реконструкцію та будівництво. Вперше розгорнутий генеральний план і карту кампусу Ділімана було створено в 1949 році. По всьому ландшафту кампусу Ділімана було побудовано більше будівель: університетська бібліотека (Gonzalez Hall),  Інженерний коледж (Melchor Hall), Жіноча Резиденція (нині Резиденція Кам'я), Консерваторія(Абелардо-холл і тепер Музичний коледж), адміністративна будівля (Кезон-холл) та резиденція президента UP. Більшість коледжів та адміністративних офісів тимчасово розміщувалися в хатах і притулках із савалі та оцинкованого заліза.
Під час 40-річчя Університету у лютому 1949 року його центральні адміністративні офіси були перенесені з Маніли до Ділімана разом із передачею UP Oblation. Адміністративні офіси та його регіональні підрозділи в Манілі, Лос-Баньос, Багіо та Себу розміщувалися в кампусі Ділімана. У 1949 році в Ділімані також вперше відбулися загальні навчання.
У 1950-х роках були створені нові академічні підрозділи та навчальні програми. Ще одна велика реформа, Програма загальної освіти (GE), була введена в 1959 році. Програма GE стала серією основних курсів, призначених для всіх студентів на рівні бакалавра. Більшість із цих курсів викладалися в тодішньому коледжі вільних мистецтв. У результаті президент Університету Вісенте Сінко вважав за потрібне реорганізувати коледж в університетський коледж, який пропонував би основні предмети, які будуть вивчатися протягом перших двох років програми бакалавра. Тим часом Коледж мистецтв і наук і Вища школа мистецтв і наук пропонували основні курси з гуманітарних, природничих та соціальних наук. Під час правління президента Сінко було створено більше інститутів і коледжів.
Адміністрація президента Філіппінського університету Карлоса П. Ромуло ознаменувалася заснуванням у 1964 році Інституту народонаселення, Юридичного центру та Навчального центру прикладної геодезії та фотограмметрії; Інститут масової комунікації, Коледж ділового адміністрування та Інститут планування в 1965 р.; Комп'ютерний центр, Інститут малої промисловості в 1966 році, Інститут соціальної роботи та розвитку громад у 1967 році і Азійський центр у 1968 році.
У період воєнного стану його адміністратори намагалися підтримувати освітні пріоритети університету та інституційну автономію. На піку активності в університеті президент UP Сальвадор П. Лопес запровадив систему демократичних консультацій, у якій такі рішення, як підвищення та призначення, приймалися за більшої участі викладачів та адміністративного персоналу. Лопес також реорганізував UP в систему UP. У той період активності UP Diliman називали Республікою Діліман, а поліція та Metrocom штурмували кампус під час воєнного стану. У листопаді 1972 року Лос-Баньоскампус був першим, хто був оголошений автономною одиницею під керівництвом канцлера. Грант у розмірі 150 мільйонів фунтів стерлінгів з державного бюджету сприяв програмі розвитку інфраструктури UP. У Ділімані він профінансував будівництво будівель для коледжів ділового адміністрування та зоології, Інституту малої промисловості, Транспортного навчального центру та Коралової лабораторії Інституту морських наук. Приблизно в цей час було побудовано житловий зал Калаяан та житло для працівників з низькими доходами.
Президент UP Онофре Д. Корпус оголосив UP Manila, тоді відомий як Центр наук про здоров'я, і UP Visayas автономними одиницями. У той же час був створений Азійський інститут туризму (АІТ) у світлі визначення пріоритетності туризму як національної галузі. Нові центри дослідницьких підрозділів та підрозділів, що присуджують ступінь, такі як Центр Третього Всесвітнього Дослідження (1977), Центр творчого письма, Національний інженерний центр (1978), Програма розширення UP в Сан-Фернандо, Пампанга (1979), яка зараз знаходиться в зоні Кларка Фріпорта, Пампанга, також були створені Інститут ісламських досліджень (1973), кіноцентр UP, Національний центр транспортних досліджень (1976). У 1983 році UP відзначив своє 75-річчя. У тому ж дусі в 1984 році була створена програма розширення UP в Олонгапо.
Проект «Діамантовий ювілей» Едгардо Ангара зібрав 80 мільйонів фунтів стерлінгів, які були призначені на створення нових професорських кафедр і гранти для викладачів. Ангара також організувала Комітет з огляду керівництва (MRC) і Комітет з огляду академічних програм (CRAP), щоб оцінити та рекомендувати заходи для покращення діяльності університету. Звіт MRC призвів до широкомасштабної реорганізації системи UP, подальшої децентралізації управління UP і проголошення UP Diliman автономною одиницею 23 березня 1983 року. Потім UP Baguio було передано під нагляд UP Diliman. Тим часом Коледж мистецтв і наук також зазнав реорганізації, щоб перетворитися на три окремі коледжі: Коледж наук (CS), Коледж мистецтв і літератури (CAL) і Коледж соціальних наук і філософії (CSSP). Проблеми з цим виникли з тих пір, як три коледжі розділилися.
Як флагманський кампус, UP Діліман очолив решту підрозділів. 26 квітня 1982 року він був офіційно визначений як установчий університет, майже через десять років після реорганізації. Незважаючи на те, що Діліман був резиденцією Адміністрації UP, кампус не був створений відразу після 1972 року. Він керувався разом із підрозділом Маніли до організації Центру наук про здоров'я як університет де-факто.
Президент UP Хосе Абуєва запровадив соціалізовану програму допомоги в оплаті навчання (STFAP) у 1987 році. Абуєва також запровадив філіппінську мовну політику в університеті. Президент UP Еміль Хав'єр заснував створення UP Мінданао в місті Давао, Південний Мінданао, і Відкритий університет UP у 1995 році. Спадщина президента UP Франциско Неменцо включає оновлену загальноосвітню програму (RGEP) та інституціалізацію більшої кількості стимулів для наукових і творчих досягнень. викладачами UP.
Президент UP Емерлінда Роман з Коледжу ділового адміністрування (CBA) очолила фонд Centennial Campaign Fund для модернізації послуг та засобів університету. Її термін повноважень відзначився піднесенням кількох ключових професорів з Центрального банку на владні посади в університеті. Серед них визначними є канцлер UP Діліман Серджіо С. Као, помічник віце-президента з планування та розвитку, професор Артур С. Каянан, директор Бюджетного відділу UP, професор Хоселіто Г. Флорендо, д-р Ліна Дж. Валькарсель, виконавчий директор, UP Provident Fund, Inc. та UP Foundation, Inc. Виконавчий директор Херардо Б. Агульто.

### Святкування сторіччя
Колишній голова Комісії з вищої освіти Ромуло Нері (праворуч) допомагає колишньому президенту UP Емерлінді Р. Роман, коли вона спускається зі сходів, які вели до запалення Столітнього вогню під час початку святкування сторіччя в Ділімані.
8 січня 2008 року Університет Філіппін розпочав своє сторіччя. На церемонії відкриття відбулася естафета на 100 смолоскипів, щоб запалити вічний вогонь на Столітньому котлі в Кесон-Холі. Смолоскипи несли, серед інших, Фернандо Хав'єр, 100 років, із Багіо, найстаріший випускник UP (будівельник Філіппінського університету, Маніла , 1933), Майкл Думлао, 6-класник з інтегрованої школи Університету Філіппін у UP. Діліман і президент UP Емерлінда Роман, перша жінка-президент університету. Centennial Cauldron містить три стовпи, які представляють три основні цінності, і сім квітів, що представляють сім університетів, що входять до складу, тобто UP Manila, UP Diliman (разом з UP Pampanga, його додатковим кампусом), UP Los Baños, UP Baguio, UP Visayas, UP Мінданао та UP Open University.
Bangko Sentral ng Pilipinas (BSP) і UP випустили пам'ятні банкноти номіналом 100 рупій UP в комплексі заводів безпеки BSP у Кесон-Сіті. Нотатки відображаються у вигляді чотирьох розділів (чотири нерозрізані частини) у папці з підписами всіх президентів UP, включаючи Романа.
Натхненний UP Oblation, Асоціація випускників Університету Філіппін (UPAA) запустила художню виставку «100 ню/100 років», де представлені роботи дев'яти національних художників-випускників UP.

### Щорічник UPAA за 2008 рік
Асоціація випускників Університету Філіппін оголосила про запуск тритомного щорічника UPAA 2008 Centennial Yearbook 21 червня 2008 року під час зустрічі та возз'єднання викладачів UPAA у Колізей Аранета, Кубао, Кесон-Сіті. Тема: «Випускники UP: досконалість, лідерство та служіння в наступні 100 років» з трьома дизайнами обкладинок, що показують роботи національних художників Наполеона Абуєва, Абдулмарі Асіао Імао та Бенедикто Кабрери, відповідно. Головний суддя Рейнато Пуно є щорічником. найвидатніший випускник (серед 46 інших лауреатів)

### Статут UP 2008 року
29 квітня 2008 року в конференц-залі бібліотеки UP в Лахузі, Себу, президент Глорія Макапагал Арройо підписала Хартію 2008 року про республіку № 9500. Він має на меті «забезпечити UP як інституційну, так і фіскальну автономію, зокрема, захистити демократичний доступ студентів та посилити адміністрацію через визнання Правління UP System і Ради UP».  Нова хартія оголосила UP національним університетом Філіппін, надаючи йому «розширені можливості для виконання своєї місії та поширення переваг знань». Новий статут сприятиме підвищенню його конкурентоспроможності. Однак, нещодавно визначеному «національним університетом» потрібно 3,6 мільярда фунтів стерлінгів, щоб бути на рівні з іншими університетами регіону

### UP-Ayala Land TechnoHub
Столітній 20 га (49 акрів) UP-Ayala Land TechnoHub, комплекс малоповерхових будинків вздовж проспекту Співдружності, на площі 37,5 га (93 акра) науково-технологічного парку UP North, був побудований в лютому. 16 листопада 2006 р. і відкрито 22 листопада 2008 р. Він був розроблений компанією Ayala Land Property як спільнота інформаційних технологій та ІТ-сервісів для розміщення аутсорсингу бізнес-процесів (BPO) і технологічних фірм.

## Автономні одиниці
Нині Філіппінський університет складається з восьми складових університетів (CU), розташованих у 15 кампусах по всій країні.
UP Diliman є флагманським кампусом університету і пропонує більшість курсів. 19 липня 2011 року Управління з конверсії та розвитку баз передало UP земельну ділянку площею 4300 квадратних метрів (1 акр) у Bonifacio Global City (BGC) у Тагігу для професійних шкіл UP, які спочатку включатимуть додаткові заняття для UP Diliman's. Юридичний коледж, Коледж ділового адміністрування, Інженерний коледж, Школа статистики, а також Відкритий університет UP.
Кожен університет, що входить до складу УП, очолює ректор, який обирається на трирічний термін Порядковою радою. На відміну від президента, який обирається на один шестирічний термін без переобрання, канцлер може бути переобраний ще на три роки, але це на розсуд членів Регентської ради.
| університет                                     | канцлер                        | Територія території кампусу (Гектари)    | Заснований | Основні напрямки (неповний список) | Національні центри передового досвіду та розвитку | Примітка |
| ----------------------------------------------- | ------------------------------ | ---------------------------------------- | ---------- | --- | --- | --- |
| Університет Філіппін Багіо                      | Доктор Раймундо Ровільйос      | 6                                        | 1961 рік   | Екологічні дослідження, Кордильєри та Північний Лусон, Етнічні та культурні дослідження, Антропологія, Соціальні дослідження та Дослідження розвитку, Соціальна політика, Менеджмент, Економіка, Математика, Мова та література, Журналістика, Образотворче мистецтво | Біологія, математика, фізика, література, історія, культурологія | Прапороносець системи UP у Північному Лусоні |
| Університет Філіппін Себу                       | Доктор Ліза Д. Корро           | 12+                                      | 1918 рік   | Інформаційно-комунікаційні технології, Промисловий дизайн | Інформаційні технології | Виведений як автономна одиниця з UP Visayas 24 вересня 2010 року та 27 жовтня 2016 року як установчий університет.                                                                                                  |
| Університет Філіппін Діліман                    | Доктор Фідель Неменцо          | 493 (лише кампус Кезон-Сіті)             | 1949 рік   | Архітектура, бізнес, інженерія, освіта, образотворче мистецтво, кіно та масові комунікації, домашнє господарство, інформаційні науки та технології, мова та література, право, бібліотекознавство, природничі науки (біологія, хімія, геологія, математика, молекулярна біологія та біотехнологія, чистий та прикладна фізика), музика та виконавське мистецтво, державне управління та управління, соціальні науки та філософія, спортивні науки, статистика, туризм тощо (пропонує більшість академічних програм) | Антропологія, архітектура, біологія, бізнес, хімія, хімічна інженерія, комп'ютерна інженерія, комп'ютерні науки, економіка, освіта, електроніка та інженерія зв'язку, геодезична інженерія, геологія, історія, інформаційні технології, морські науки, масові комунікації, математика, машинобудування, металургія Інженерія, гірнича інженерія, молекулярна біологія та біотехнологія, музика, фізика, політологія, психологія, соціологія, соціальна робота, статистика | флагманський кампус UP System; представляє UP в Університетській легкоатлетичній асоціації Філіппін |
| Університет Філіппін Лос-Баньос                 | Доктор Хосе В. Камачо-молодший | 15 000                                   | 1909 рік   | Сільське господарство та суміжні галузі, Економіка, Біологія, Прикладна фізика, Хімія, Комп'ютерні науки, Комунікації розвитку, Ветеринарна медицина, Соціологія села, Математика, Біотехнологія, Науки про навколишнє середовище, Техніка, Лісове господарство, Статистика, Харчування | Сільське господарство, біологія, розвиток комунікації, математика, лісове господарство, сільськогосподарська техніка, хімія, інформатика, фізика, ветеринарна медицина, статистика, електротехніка, хімічна інженерія | Розташований Міжнародний науково-дослідний інститут рису ; штаб-квартира Національного інституту молекулярної біології та біотехнології УП та інших науково-дослідних установ; призначений доглядачем гори Макілінг |
| Університет Філіппін Маніла                     | Доктор Карменсіта Д. Паділья   | 14                                       | 1908 рік   | Медицина, Фармація, Стоматологія, Медсестринство, Громадське здоров'я, Суміжні медичні професії, Біомедичні науки (біохімія, біологія) | Медицина, сестринська справа, фармація, фізіотерапія | Філіппінський центр наук про здоров'я (керує філіппінською загальною лікарнею та розташовано Національні інститути здоров'я)                                                                                        |
| Університет Філіппін Мінданао (у місті Давао)   | Доктор Ларрі Н. Дігал          | 204                                      | 1995 рік   | Дослідження Мінданао, інформатика, природознавство, менеджмент, комунікаційне мистецтво, мистецтво та література | Біологія, інформатика, комунікативне мистецтво, мистецтво та література | регіональний підрозділ UP System на Мінданао; розташовано Зональний дослідницький центр CHED, регіональна біотехнологічна лабораторія DOST-SEI і філіппінський центр геному Мінданао.                               |
| Університет Філіппін Visayas (у Міагао, Ілоїло) | Доктор Клемент Кампозано       | 1500 Головний кампус                     | 1947 рік   | Аквакультура, рибальство, морська наука | Біологія, рибальство, морська наука | |
| Відкритий університет Філіппін                  | Д-р Мелінда д.п. Бандалярія    | Н/Д (штаб-квартира в Лос-Баньос, Лагуна) | 1995 рік   | Навчання, інформаційні та комунікаційні дослідження, дослідження менеджменту та розвитку (пропонується в режимі дистанційної освіти) | Відкрите та дистанційне навчання | Надавати якісну освіту за допомогою дистанційного навчання |

### Супутникові кампуси
Супутникові кампуси не мають автономного статусу. Вони вважаються додатковими коледжами свого батьківського підрозділу. Деякі кампуси проводять різні програми різних коледжів у рамках батьківського підрозділу.

#### UP Діліман
- Професійні школи UPD Bonifacio Global City (Тагіг Сіті, Метро Маніла)
- Програма розширення UPD в Олонгапо (місто Олонгапо, Замбалес)
- Програма розширення UPD в Пампанзі (зона Кларк Фріпорт, Мабалакат, Пампанга)

#### UP Los Baños
- Професійна школа сільського господарства та навколишнього середовища UPLB (місто Панабо, Давао-дель-Норте)

#### UP Manila
- Школа наук про здоров'я UPM в Балері (Балер, Аврора)
- Школа медичних наук UPM в Коронадалі (Коронадал Сіті, Південний Котабато)
- Школа медичних наук UPM в Пало (Пало, Лейте)
- Школа медичних наук UPM в Тарлак (Тарлак-Сіті, Тарлак)

#### UP Visayas
- UPV Iloilo City Campus (Iloilo City)
- UPV Tacloban College (Tacloban City, Leyte)

#### UP Open University
- Сім (7) навчальних центрів по всій країні

### Базова освіта
- Середня школа Університету Філіппін Себу в UP Себу
- Середня школа Університету Філіппін Ілоїло в UP Visayas
- Інтегрована школа Філіппінського університету в UP Diliman
- Сільська середня школа Університету Філіппін в Лос-Баньос

## Організація
| ПрезидентиУніверситету Філіппін               |
| Мюррей С. Бартлетт, 1911—1915                 |
| Ігнасіо Б. Вілламор, 1915—1921                |
| Гай Поттер Уортон Бентон , 1921—1925          |
| Рафаель В. Пальма, 1925—1933                  |
| Хорхе Бокобо, 1934—1939                       |
| Bienvenido Ma. Гонсалес, 1939—1943, 1945—1951 |
| Антоніо Сісон, 1943—1945                      |
| Відаль А. Тан, 1951—1956                      |
| Енріке Вірата, 1956—1958                      |
| Вісенте Г. Сінко, 1958—1962                   |
| Карлос П. Ромуло , 1962—1968                  |
| Сальвадор П. Лопес , 1969—1975                |
| Онофре Д. Корпус , 1975—1979                  |
| Емануїл В. Соріано , 1979—1981                |
| Едгардо Дж. Ангара , 1981—1987                |
| Хосе Абуєва , 1987—1993                       |
| Еміль К. Хав'єр , 1993—1999                   |
| Франциско Неменцо-молодший , 1999—2005        |
| Емерлінда Р. Роман , 2005—2011                |
| Альфредо Е. Паскуаль , 2011—2017              |
| Данило Л. Консепсьйон, 2017 — дотепер         |

### Президенти Університету Філіппін
Президент Філіппінського університету обирається на один шестирічний термін Порядковою радою університету з дванадцяти членів.  Станом на 2019 рік президентом Університету Філіппін були двоє американців і 19 філіппінців.
Нинішній президент UP — юрист і колишній декан Філіппінського коледжу права Данило Л. Консепсьйон обійняв посаду 10 лютого 2017 року.

### Регентська рада
Керівництво університетом покладається на Раду регентів системи Університету Філіппін (або Lupon ng mga Rehente на філіппінській мові) і зазвичай скорочується як BOR.  Рада, що складається з 12 членів, є вищим органом, що приймає рішення в системі UP.
Голова Комісії з вищої освіти (CHED) є головою ради, а президент Філіппінського університету є співголовою. Голови комітетів з питань вищої освіти Сенату та Палати представників є членами Регентської ради UP, які одночасно виконують функції голів комітетів.
Студенти UP в особі Генеральної асамблеї студентських рад призначають студентського регента. У той час як регента факультету також призначають викладачі всього університету. Випускників представляє президент Асоціації випускників UP. Штатний регент, який представляє професійний та адміністративний персонал, був включений з ухваленням нового Статуту UP у 2008 році. Решта членів Регентської ради призначаються на посаду Президентом Філіппін.
Станом на 2021 рік членами Наглядової ради системи Університету Філіппін є:
|            | Член правління                       |                                                                         |
| ---------- | ------------------------------------ | ----------------------------------------------------------------------- |
| Голова     | Шановний Дж. Просперо Е. де Віра III | Голова комісії з питань вищої освіти                                    |
| Співголова | Шановний Данило Л. Консепсьйон       | Президент Філіппінського університету                                   |
| Член       | Шановний Джоель Віллануева           | Голова Комітету Сенату з питань освіти, мистецтва та культури           |
| Член       | Шановний Позначте Go                 | Голова комітету Палати представників з питань вищої та технічної освіти |
| Член       | Шановний Рейнальдо К. Лазерна        | Регент і президент Асоціації випускників UP                             |
| Член       | Шановний Еймі Лінн Дюпо              | Регент факультету                                                       |
| Член       | Шановний Майла Р. Педрано            | Штабний регент                                                          |
| Член       | Шановний Renee Louise Co             | Студент-регент                                                          |
| Член       | Шановний Марія Арлісса Агілуз        | Призначений регентом президентом Родріго Р. Дутерте                     |
| Член       | Шановний Рауль К. Пагданганан        | Призначений регентом президентом Родріго Р. Дутерте                     |
| Член       | Шановний Френсіс К. Лорел            | Призначений регентом президентом Родріго Р. Дутерте                     |

Секретарем університету та Регентської ради є адв. Роберто МДж Лара.

## Безпека
Система Університету Філіппін підтримує власні незалежні поліцейські сили кампусу завдяки тому, що угода 1989 року з Департаментом національної оборони (DND), яка обмежує в'їзд поліції та військових національного уряду в будь-який із кампусів UP без попереднього повідомлення.
Поліція UP Diliman охоплює кампус Ділімана, а поліція університету покриває кампус Лос-Баньос.
Угода була розірвана DND у січні 2021 року, але розірвання оскаржується системою Університету

## Культура
Кольори університету — бордовий та лісовий зелений. Бордовий був обраний для представлення боротьби за свободу, оскільки бордовий також є назвою ямайського племені, яке успішно захищало свою свободу від рабства та свою незалежність від англійських завойовників протягом понад 100 років.  Кольори також увічнені в гімні університету :
Luntian at pula, Sagisag magpakailanman….

## Галерея

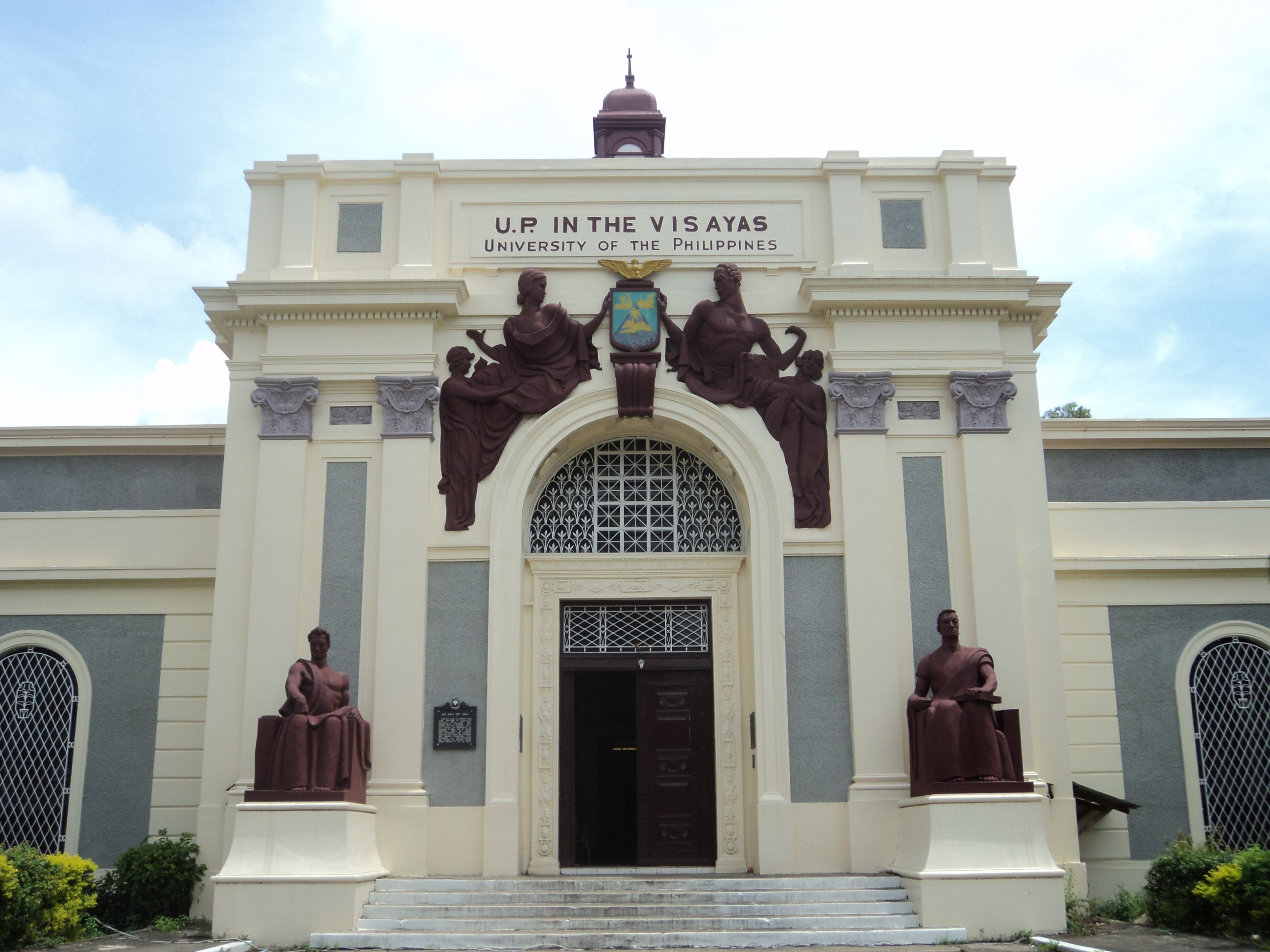
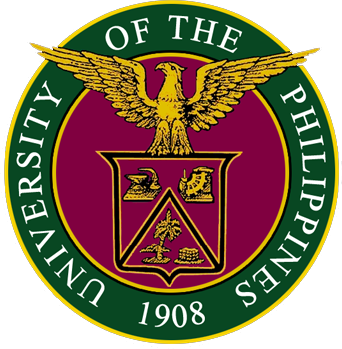